# Celmisia prorepens
Celmisia prorepens là một loài thực vật có hoa trong họ Cúc. Loài này được Petrie mô tả khoa học đầu tiên năm 1887.